# Daisy Carter
Daisy Carter Romalotti est un personnage de feuilleton télévisé Les Feux de l'amour. Elle est interprétée par Yvonne Zima entre 2009 et 2012 aux États-Unis.

## Interprètes
Yvonne Zima a interprété le personnage de Daisy du 30 octobre 2009 au 6 mai 2010, puis du 28 octobre 2010 au 25 juin 2012 et enfin du 6 au 21 septembre 2012.

## Histoire

### L'arrivée de la douce Daisy à Genoa
- Daisy Thompkins arrive à Genoa le 30 octobre 2010 pour la fête d'Halloween au Jimmy's Bar. Elle y rencontre Abby Newman, avec qui très vite elle se lie d'amitié. On découvre aussi très vite qu'elle connaît Ryder Callahan, le nouveau demi-frère de Kevin Fisher, en prison pour le meurtre d'un faux agent du FBI, Ray Elkins.
- Elle fait plus tard la connaissance de Lauren Fenmore. Elle dit adorer les vêtements qu'elle confectionne. Par son côté serviable, gentil et travailleur, elle réussit à obtenir une place chez Fenmore's en tant que stagiaire.

### Le vrai visage de Daisy acte 1: Daisy vs Eden
- Arrivée dans la vie de Lauren, Daisy commence à l'effrayer en mettant des rats dans la boutique. Très vite, Eden Baldwin, la sœur du mari de Lauren, Michael, trouve que Daisy n'est pas claire, qu'elle joue à un jeu et même qu'elle cache quelque chose. Daisy décide alors de mettre le feu à la maison des Carlton, appartenant à Abby depuis la mort de sa sœur, alors qu'Eden et son petit-ami, Noah Newman y sont, sur le point de faire l'amour. Plus de peur que de mal, Eden, Noah et son chien sont sauvés à temps par son oncle Adam Newman. Cependant après l'incendie, Eden trouve une carte de chez Fenmore's et est certaine qu'elle appartient à Daisy et qu'elle est tombée pendant qu'elle mettait le feu à la maison. Elle confronte Daisy chez les Baldwin, qui nie toute responsabilité dans l'incendie.
- Quelque temps plus tard, fin janvier 2010, la tante maternelle d'Eden prend contact avec elle et lui demande de venir vivre avec elle à Paris. Michael et Lauren sont d'accord et Eden s'en va à Paris, bientôt rejoints par Noah. Sa tante lui avoue être ravie qu'elle ait pris contact avec elle mais Eden lui dit qu'elle ne l'a jamais contactée et qu'au contraire elle pensait que c'était elle qui l'avait contactée en premier. On apprend que c'est en fait Daisy qui a contacté la famille maternelle d'Eden afin de l'éloigner de Genoa car elle devenait trop suspicieuse à son égard.
- Parallèlement, Ryder est libéré et engagé au Néon Ecarlate par Kevin. On découvre alors que Ryder et Daisy sont beaucoup plus proches qu'on le pensait et qu'ils se connaissent depuis longtemps.
- Un jour, après que l'alarme s'est déclenchée au magasin, en travaux à ce moment, Lauren découvre que Daisy dort à la boutique. Daisy lui confie qu'elle ne peut plus payer sa chambre d'étudiante et qu'elle n'a pas de famille qui peut l'aider. Alors, Lauren se sent coupable de n'avoir rien vu avant et lui propose, avant même d'en parler à Michael, de prendre Eden chez elle. Daisy accepte, ravie. Michael, réticent au début, finit par accepter. Peu de temps après, en rangeant les affaires d'Eden, il y trouve une facture d'achats de rats dans une animalerie et des coupures de journaux concernant Sheila Carter, la femme qui a passé sa vie à traquer et terroriser Lauren. Lauren n'en revient pas qu'Eden ait pu lui faire ça. Pour en avoir le cœur net, Michael l'appelle et celle-ci lui jure qu'elle n'a rien fait : pour elle, Daisy l'a piégé, c'est sûr. Connaissant sa sœur, Michael a plutôt tendance à la croire. Donc il se rend à l'animalerie avec la facture mais le vendeur lui affirme que c'est une jeune fille brune qui est venue acheter des rats ce jour-là. Ce qu'il ne sait pas, c'est que Daisy s'est fait passer pour Eden lorsqu'elle a acheté les rats.

### Le vrai visage de Daisy acte 2: Daisy vs Jana
- Après l'installation de Daisy chez elle, Lauren commence à ressentir de violentes migraines qui influencent son comportement : d'un instant à l'autre, elle devient agressive envers les autres. Michael tente tant bien que mal de la ménager car il est convaincu qu'elle est surmenée par le travail tout simplement. Alors, Daisy se montre encore plus serviable avec Lauren en lui proposant de faire certaines choses à sa place.
- Cependant, Jana se montre de plus en plus suspicieuse envers Ryder, convaincue qu'il est malintentionné et que Daisy et lui se connaissent bien plus qu'ils voudraient le faire croire, en les surprenant ensemble. Alors, convaincu par Jana, Kevin finit par renvoyer Ryder du Néon Ecarlate et de chez eux. Jana devient donc un problème pour Daisy et Ryder. De plus, Jana trouve une photo de Daisy enfant en compagnie d'un jeune garçon du nom de Max. En cherchant sur Internet, elle découvre que ce garçon s’appelait Max Potter et qu'il a mystérieusement disparu une nuit d'Halloween dans un camp où était aussi Daisy. À l'époque des faits, rien n'impliquait Daisy dans sa disparition, pourtant elle est convaincue qu'elle y est pour quelque chose. En effet, on comprend que Daisy a tué ce garçon car elle menace à plusieurs reprises Ryder de lui faire ce qu'elle lui a fait.
- À la mi-mars 2010, Kevin organise un dîner surprise pour Jana à l'Athlétic Club. À la fin du repas, il s'absente mais reste bloqué dans l'ascenseur. Jana, qui l'attend, commence à le chercher et en revenant à leur table, elle trouve une place de cinéma pour aller regarder un vieux film. En pensant que c'est une autre surprise que lui a réservée Kevin pour finir la soirée en amoureux, elle s'y rend. À son arrivée, elle trouve le cinéma vide. Elle prend place et trouve un album photo dans lequel il y a des photos de Ryder et Daisy petits. Alors, elle prend conscience qu'ils sont faux-jumeaux et de l'identité de leur mère quand elle se retourne et hurle. Lorsque Kevin sort enfin de l'ascenseur, il ne trouve pas Jana à leur table. Il demande au personnel de l'Athlétic Club s'il ne l'aurait pas vue mais personne ne l'a vue. À partir de là, il comprend que Jana a disparu et sollicite l'aide de Michael et de J.T afin de la retrouver parce qu'il est convaincu que Ryder et Daisy se cachent derrière sa disparition, en sachant qu'elle les trouvait dangereux. Juste après, on découvre Jana, évanouie, dans une cage et Ryder et Daisy qui la regardent de manière méprisante. Quelques jours plus tard, afin de lever tout soupçon sur elle et Ryder, Daisy écrit une lettre d'adieu qu'elle fait lire à Jana au téléphone avec Kevin pour qu'il comprenne qu'elle l'a tout simplement quitté et a disparu afin qu'il ne la retrouve jamais. Cependant, Kevin a du mal à croire que Jana l'ait quitté de cette manière et ne perd pas espoir de la retrouver.

### Le vrai visage de Daisy acte 3: son véritable objectif, Lauren
- Après avoir évincé Eden et Jana, Daisy peut enfin s'occuper de celle à qui elle veut faire du mal depuis le début : Lauren. Les migraines de Lauren empirent, qu'elle soit au travail ou chez elle, elle a toujours mal à la tête. On découvre alors que ces migraines sont dues à une puissante drogue que Daisy verse dans ses boissons à son insu. Michael décide d'aller consulter un médecin pour sa femme et celui-ci ne pouvant lui expliquer réellement ce qui lui arrive (parce que la drogue que Daisy utilise est indétectable dans le sang) lui prescrit de puissants médicaments pour le mal de tête. Un jour, à la fin mars 2010, elle lui administre une dose de drogue tellement forte qu'elle devient euphorique. Ce jour-là, elle souhaite sortir mais étant donné que Michael est trop occupé par son travail, elle décide de se rendre seule au Jimmy's et y rencontre Paul. Lauren se saoule littéralement et embrasse Paul, mais il se trouve que Daisy a suivi Lauren et elle la prend en photo quand elle embrasse Paul. Ensuite, elle envoie les photos à Michael alors qu'il est en pleine réunion professionnelle. Michael n'en croit pas ses yeux et le lendemain matin, il demande une explication à Lauren qui s'excuse profondément auprès de lui en lui expliquant qu'elle n'était pas dans son état normal. Régulièrement, Daisy et Ryder rapportent leur travail à une femme qu'ils appellent Maman Ourse (Mama Bear en VO), une femme qu'on ne voit jamais bizarrement.
- Après l'incident avec Paul, Michael prend les choses en main. Il veut savoir ce qui arrive à sa femme. Pour commencer, il veut connaître l'identité de l'expéditeur qui lui a envoyé les photos, alors il se rend au Jimmy's et en parle avec Mackenzie, la gérante du bar. Elle lui avoue ne pas avoir trouvé Lauren dans son état normal ce soir-là et d'avoir vu Daisy cachée dans un coin (car en principe, elle n'a pas l'âge légal pour se trouver dans un bar). Mais pour sa défense, Daisy lui a dit qu'elle devait prendre des photos d'un couple qui s'embrasse dans un bar pour un devoir d'école. Michael fait tout de suite le rapprochement. Par ailleurs, il se souvient que la première fois que Lauren s'est plainte de maux de tête, c'était dans son nouveau bureau. Donc il fait expertiser le bureau de Lauren et les résultats indiquent que les murs sont couverts d'une puissante toxine pouvant provoquer d'insupportables migraines. Le couple pense d'abord qu'une erreur s'est produite quand les murs ont été recouverts de peinture mais avec ce qu'il vient de découvrir sur Daisy, Michael se demande si elle n'est pas mêlée à ça aussi. Lauren ne veut pas le croire, affirme que Daisy est une fille honnête et inoffensive et ne voit pas à quel moment elle aurait pu couvrir les murs de drogue mais en réfléchissant bien, elle se souvient du jour où elle a découvert que Daisy dormait dans la boutique alors que son bureau était encore en travaux. À son tour, elle fait le rapprochement et commence à croire que Daisy n'est pas celle qu'elle prétend être. Michael et Lauren se montrent alors plus distants avec Daisy, qui comprend que quelque chose ne tourne pas rond. Aussi, ils commencent à croire qu'elle se cache derrière la disparition de Jana, avec la complicité de Ryder et décident d'en parler à la police. L'inspecteur Chancellor souhaiterait arrêter Ryder en même temps mais celui-ci a disparu depuis quelque temps. Pour le piéger, Michael, Lauren et Paul lui envoient un SMS sur le portable de Daisy sans qu'elle le voie dans lequel ils lui demandent de "venir chez les Baldwin rapidement". Ryder se rend alors chez eux et tombe nez à nez avec Daisy, qui lui demande ce qu'il fait là. Il n'a même pas le temps de répondre que Chance et ses hommes sortent de leur cachette et les arrêtent. Cependant, Paul pense que quelqu'un manipule Ryder et Daisy afin qu'ils agissent à sa place.

### La vérité sur ses origines
- Le lendemain, le 1er avril 2010, l'Athlétic Club organise le bal de la police. Michael pense que Lauren et lui devraient y aller pour lui changer les idées mais Lauren craint que Ryder et Daisy réussissent à s'évader pour lui faire du mal. Michael lui assure qu'ils sont derrière les barreaux et que s'ils étaient amenés à sortir de prison, il serait le premier au courant. Elle décide alors d'y aller. Mais au même moment à la prison de Genoa, une femme, apparemment habillée pour se rendre au bal de la police, arrive devant la cellule de Ryder et Daisy en leur disant qu'elle a payé leur caution et qu'ils vont tous les trois au bal. Elle dit au policier présent qu'elle est leur mère. On comprend alors qu'il s'agit de Maman Ourse. Au bal de la police, alors que Lauren commence à se détendre, Michael reçoit un coup de fil lui annonçant que Daisy et Ryder sont libres étant donné que leur caution a été payée par une femme du nom de Sarah Smythe. Dans un premier temps, il ne dit rien à Lauren mais demande à Paul, présent aussi, de faire des recherches sur cette femme. Cependant, Michael finit par dire la vérité à Lauren, qui se retrouve désemparée, celui-ci essaye de la rassurer en lui disant qu'il veillera sur elle durant toute la soirée avec Paul. Paul revient et leur fait part de ses découvertes sur Sarah Smythe : c'est une infirmière connue des services de police car elle a été accusée d'homicides volontaires sur les patients dont elle s'occupait la nuit à l'hôpital de Green Bay. Cependant, les charges retenues contre elle ont été annulées. Parallèlement, Sarah, Daisy et Ryder arrivent déguisés au bal et repèrent déjà Lauren. Un moment pendant la soirée, elle s'absente pour aller aux toilettes seule. Sarah, Daisy et Ryder la suivent et la piègent dans les toilettes, ils l'enlèvent. À la fin de la soirée, lorsqu'un incendie se déclare, tout le monde quitte rapidement l'Athlétic Club. Michael et Paul se rendent compte que Lauren n'est pas revenue depuis qu'elle est partie. Après être retournés dans le bâtiment pour la chercher, ils demandent aux autres s'ils ne l'auraient pas vue mais personne ne l'a vue. Michael craint le pire.
- Pendant ce temps, Daisy et Ryder placent Lauren dans une cage en face de celle de Jana. Les deux femmes sont contentes de se revoir et Jana dit à Lauren que Ryder et Daisy sont jumeaux. À ce moment-là, Daisy la coupe et affronte Lauren pour lui dire toute la vérité. Tout d'abord, elle reconnaît être le « troisième homme » présent dans l'allée la nuit du meurtre de Ray Elkins et avoir conspiré pour que Danny soit accusé du meurtre, avoir envoyé Eden à Paris parce qu'elle finirait par tout découvrir, s'être fait passer pour Eden pour acheter les rats et les avoir placés dans la boutique et enfin l'avoir droguée et couvert les murs de son bureau avec de la toxine. Ensuite, elle confirme les dires de Jana en lui disant qu'elle et Ryder sont bien jumeaux et enfants de Tom Fisher. Alors, Lauren lui demande pourquoi vouloir finalement lui faire du mal. Daisy lui répond qu'elle veut lui faire payer tout le temps qu'elle a perdu avec sa mère, Sheila Carter. Lauren n'en croit pas ses oreilles et refuse de croire que Sheila a eu des enfants sinon elle le saurait depuis longtemps. Mais Daisy lui affirme qu'elle a bien eu des enfants, Ryder et elle, qu'elle n'a pas élevés parce que justement, elle était trop occupée à la poursuivre. Elle finit par lui dire que Sheila est toujours en vie, avec eux en ce moment-même pour lui faire peur. Alors Lauren tient à la voir de ses propres yeux, elle qui était pourtant sûre de l'avoir tué, et lui demande de se montrer. C'est alors que Maman Ourse s'avance vers elle. Lauren est stupéfaite quand elle s'aperçoit qu'elle a exactement le même visage qu'elle. Elle lui révèle alors qu'elle n'est pas Sheila mais Sarah, sa sœur. Sarah lui raconte qu'elle a élevé Ryder et Daisy à la place de Sheila et qu'elle tient aujourd'hui venger la mort de sa sœur. Pour ce faire, elle décide de prendre la place de Lauren dans sa vie et de la lui gâcher.

### Le théâtre des sosies
- Lorsque Sarah arrive chez les Baldwin, Michael est à la fois content et rassuré de la voir (en pensant que c'est Lauren car Sarah a aussi pris son alliance et ses vêtements de soirée) mais sa joie est de courte durée quand Sarah lui annonce qu'elle a couché avec un homme cette nuit et que c'est pour ça qu'elle n'est pas rentrée. Michael n'en revient pas et trouve que le comportement de Lauren a changé, même quand elle s'adresse à Fen. Quelques jours plus tard, il décide de l'envoyer voir un psychiatre et prend un rendez-vous pour elle avec le Dr. Emily Peterson, fiancée à Jack Abbott. Dès leur première rencontre, Sarah reconnaît Patty Williams, qui tente de nier mais Sarah la rassure en lui disant qu'elle n'est pas vraiment Lauren. Les deux femmes se connaissent bien car Sarah a été l'infirmière de Patty à l'hôpital où elles ont fait toutes les deux leur chirurgie esthétique (Patty voulait le visage du Dr. Peterson, son psychiatre et Sarah voulait le visage de Lauren) en Argentine. Elles parlent de la difficulté de se faire passer pour une autre personne. Patty dit en avoir assez de Phyllis, toujours en train de tourner autour de Jack et Sarah dit que si Michael n'était plus là, sa mission serait beaucoup plus facile. C'est alors que lui vient une idée : elle propose à Patty de tuer Phyllis pour elle et elle, devra tuer Michael pour Sarah. Patty accepte.
- Le 30 avril 2010, Sarah et Patty décident de tuer Phyllis et Michael. Lauren, au courant de ce qu'elles comptent faire, supplie Ryder de la libérer elle ainsi que Jana, très mal au point à cause des violentes migraines qu'elle ressent. Ryder hésite. Pendant ce temps, Sarah et Daisy arrivent chez Phyllis. Daisy se cache derrière la maison pour y entrer et étrangler Phyllis au signal de Sarah. Sarah entre chez Phyllis, en chaise roulante à ce moment-là qui rapidement trouve son comportement étrange. Alors qu'elles discutent, Danny, le fils de Phyllis l'appelle pour lui dire qu'il compte passer la soirée avec elle. Elle en informe Lauren (Sarah) qui lui dit que ça ne lui pose aucun problème. Elle sort quelques minutes en prétextant qu'elle a oublié son portable dans sa voiture mais en réalité, elle ordonne à Daisy d'aller chez Danny afin de l'empêcher de venir ici sinon son plan va tomber à l'eau. Daisy arrive rapidement chez Danny et prétexte avoir peur de Ryder pour qu'il la laisse entrer. Ensuite, elle le drogue à son insu et en profite pour le déshabiller. Celui-ci se laisse faire car il la prend pour sa femme Ambre. Ils finissent par coucher ensemble jusqu'au moment où Ambre et Eric, le fils de Deacon les surprennent. Pendant ce temps, chez Phyllis, Sarah tente de d'étrangler Phyllis mais celle-ci surprend et la met dehors puis appelle Michael pour lui parler de son comportement. Patty arrive chez Michael pour le tuer mais il lui apprend que Phyllis l'a appelé pour lui dire que Lauren est passée. Patty comprend alors qu'elle n'a pas tué Phyllis et décide de ne pas tuer Michael. Mais Sarah force la porte d'entrée de chez Phyllis pour la tuer, mais celle-ci réussit à se cacher et Sarah s'en va. Au Néon Ecarlate, Kevin, accompagnés de Katherine et Murphy utilisent le clavier Ouija pour trouver Jana. La flèche du clavier pointe plusieurs lettres qui forment le mot "zoo". Kevin leur dit qu'il est allé au zoo mais n'a vu personne. Cependant, il se souvient d'avoir entendu « Pop goes the weasel » en fond sonore quand Jana l'a appelé pour lui dire de ne pas la chercher. Murphy se souvient que c'est cette musique que diffuse le manège au zoo abandonné de Genoa. Ils décident d'y aller tous les trois par hélicoptère. Michael arrive chez Phyllis qui lui dit que Lauren (Sarah) a voulu la tuer. Lorsqu'il appelle sur le portable de Lauren, Phyllis reconnaît la musique en fond sonore et fait la même déduction que Murphy. Ils se rendent au zoo aussi. Chez Danny, Ambre met Daisy dehors. Elle revient au zoo et ordonne à Jana et Lauren de la suivre en les menaçant avec son arme, mais Ryder la neutralise et crie aux captives de s'échapper. Murphy, Katherine et Kevin, qui ont vu leurs ombres, se posent et Kevin retrouve Jana. Mais ce n'est sans compter sur Daisy qui arrive et pointe son arme sur le couple. Cependant, Ryder la convainc de lui donner l'arme et de s'enfuir avec lui avant l'arrivée de la police. Lauren, elle, est poursuivie par Sarah et va se cacher dans une salle remplie de miroirs. Michael et Phyllis arrivent et Michael se précipite vers Sarah qu'il prend pour Lauren. Sarah cache son arme sans qu'il le voie et quand ils s'apprêtent à sortir, Lauren crie à Michael qu'elle est la "vraie" Lauren et sort de sa cachette. Elle bondit sur Sarah afin de lui prendre son arme des mains. Phyllis entre à ce moment-là et alors que Michael, qui a reconnu sa femme, lui dit de ne pas tuer Sarah, Lauren tire sur tous les miroirs en espérant toucher Sarah, mais la manque. Toutes les deux disparaissent. Michael laisse Phyllis seule afin de chercher Lauren. Mais Sarah s'approche de Phyllis pour la tuer et celle-ci lui dit le mot "karma" (nom de code utilisé entre Jana et Lauren pour la distinguer de Sarah). Sarah ne comprend pas et Phyllis réalise que c'est Sarah devant elle et non Lauren. Sarah est sur le point de lui tirer dessus quand un coup de feu retentit. Lauren tire sur Sarah et la tue. Dans l'hélicoptère, Jana s'évanouit dans les bras de Kevin et fait un anévrisme. Daisy et Ryder fuient Genoa et Daisy promet d'y revenir, comme sa mère le souhaiterait.

### Le retour de Daisy
- Quelques mois plus tard, le soir d'Halloween à la soirée de William, Daisy revient sans Ryder déguisée en bonne sœur. Lauren croit la voir, plusieurs personnes la cherchent mais ne la trouvent pas. Lauren pense avoir rêvé mais une photo sur le portable de Phyllis vient confirmer sa présence à la fête. Ensuite, Daisy entre par effraction chez Danny et quand il arrive chez lui avec sa petite-amie Abby, elle lui annonce qu'elle porte son enfant. Danny ne la croit pas et décide d'appeler la police pour l'arrêter. Cependant, elle le menace de faire du mal au bébé s'il le fait. Mais Abby réussit discrètement à avertir Michael de la présence de Daisy chez Danny et la police vient l'arrêter.
- Danny apprend à sa mère que Daisy clame que l'enfant qu'elle porte est le sien. Choquée, Phyllis demande un test de paternité que Daisy accepte à condition qu'on la transfère à l'hôpital. Lauren refuse d'un premier temps, mais Phyllis la convainc d'accepter pour elle. Daisy est donc transférée à l'hôpital et passe le test. Les résultats tombent et confirment que le père de l'enfant est bien Danny et que Daisy attend une fille.
- Chamboulé par la nouvelle, Danny annonce qu'il ne veut pas élever le bébé. Sa mère tente de le raisonner, elle lui demande de réfléchir mais Danny reste catégorique. C'est alors qu'elle décide d'héberger Daisy chez elle jusqu'à la fin de sa grossesse où elle est censée retourner en prison et d'adopter le bébé. Danny et Lauren n'en reviennent pas ; ils vont jusqu'à se disputer avec Phyllis à cause de cette histoire. Finalement, en prenant en compte le fait qu'elle soit enceinte, le juge accepte que Daisy sorte de prison et qu'elle soit assignée à résidence chez Phyllis. Daisy tente de la berner en jouant le rôle de la fille innocente et sous influence de sa tante Sarah afin d'expliquer ses crimes mais Phyllis voit clair dans son jeu et le lui dit.
- Daisy reste un temps chez Phyllis jusqu'au moment où Danny décide de la prendre chez lui pour que sa sœur Summer puisse retourner vivre avec leur mère. De plus, il veut l'éloigner de sa mère afin qu'elle oublie cette idée d'adopter le bébé car il refuse qu'elle le fasse. En apprenant qu'elle va vivre chez Danny, Daisy est contente : elle pense qu'elle pourra se rapprocher de lui mais Danny freine ses ardeurs. De plus, il lui annonce qu'il compte faire adopter le bébé une fois qu'elle sera née, de cette manière, elle sera loin d'elle. Daisy refuse de laisser sa fille à des inconnus, elle fait tout pour essayer de changer la donne. Elle décide alors de manipuler Jana, mentalement instable depuis son anévrisme et désormais divorcée de Kevin. Elle lui demande de dire à Kevin qu'elle souhaite lui laisser son bébé, de rapprocher Danny d'elle et en échange, elle essaiera de la remettre en couple avec Kevin. Jana accepte et devient la complice de Daisy.
- Kevin, très étonné au début, tombe finalement dans le piège. Danny se montre une nouvelle fois catégorique : il refuse que l'adoptant soit l'un de ses proches. Pourtant, Kevin s'obstine jusqu'au moment où il comprend que Daisy n'avait en fait aucunement l'intention de lui donner le bébé.
- En décembre 2010, les médecins confient à Danny que Daisy doit absolument rester alitée car elle peut accoucher à tout moment.

### La naissance de Lucy
- La nuit de la Saint-Sylvestre, Daisy ressent de violentes contractions. Elle supplie Jana, qui est à ce moment-là chez Danny, de ne pas l'emmener à l'hôpital tout de suite sans quoi, elle perdra sa fille aussitôt née et retournera immédiatement en prison. Mais Jana refuse et l'emmène à l'hôpital. Elle prévient Danny de ce qu'il se passe ; celui-ci lui dit qu'il les rejoint à l'hôpital. Mais sur le chemin, Jana voit son ex-mari Kevin et sa rivale Chloé en train de s'embrasser devant le Jimmy's Bar. Sous le choc, elle décide de laisser partir Daisy avec sa voiture mais pour attirer l'attention de Kevin, elle s'assomme avec une pierre et lui dit que c'est Daisy qui l'a assommé afin de s'enfuir. Danny, bientôt rejoint par Jack, Phyllis et Abby, trouve bizarre le temps que prennent Daisy et Jana pour arriver à l'hôpital. Kevin l'appelle et lui dit ce qu'il s'est passé. Michael lance la police aux trousses de Daisy mais Danny, qui en a marre d'attendre sans savoir où est Daisy, décide d'aller la chercher lui-même, contre l'avis de sa mère. Il finit par la retrouver sur la route du zoo abandonné dans lequel elle avait pris en otage Lauren et Jana avec Ryder et Sarah. En montant dans la voiture de Jana, Danny constate que Daisy est sur le point d'accoucher. Il est donc contraint de l'accoucher. Alors qu'il tient le bébé dans ses bras, Daisy l'assomme avec une lampe de poche et abandonne son corps dans la neige en ayant pris son manteau pour emmailloter le bébé. Ensuite, elle entre dans une église et à contrecœur, abandonne sa fille. Avant de partir, elle prend soin de mettre un oreiller sous son haut. Après son départ, un homme du nom de Burt trouve le bébé et le ramène chez lui. Il avoue à sa femme, Agnès, qu'il compte vendre le bébé contre de l'argent. Il contacte une trafiquante d'enfants, Primrose DeVille (la nièce de Rose DeVille, trafiquante d'enfants aussi, connue pour avoir enlevé et vendu le nouveau-né de Nina Webster, Ronan Malloy) et lui vend le bébé que sa femme a prénommé Rose. Jack et Michael retrouvent Danny et le conduisent à l'hôpital. La police lance un avis de recherche à l'encontre de Daisy mais ne la retrouve pas. Cependant, elle fournit une photo à Michael qui montre Daisy, vraisemblablement enceinte, en train de franchir la frontière canadienne.
- Au même moment, Victoria Newman apprend qu'elle ne pourra plus concevoir d'enfants. Elle en est dévastée, alors son mari William Abbott décide d'adopter un bébé sans qu'elle le sache pour lui faire la surprise. Mais comme les procédures d'adoption sont trop longues, il sollicite l'aide de son avocat et ami Rafe Torres afin d'adopter illégalement. Rafe parvient à le mettre en contact avec Primrose DeVille. Celle-ci lui demande 2 millions de dollars en échange du bébé. William la paie et Primrose lui vend le bébé en lui donnant tous ses papiers afin d'officialiser l'adoption. Après être rentré chez lui avec le bébé, Victoria et lui constatent qu'elle a de petits cheveux roux. Ils décident alors de l'appeler Lucy en référence à la rousse Lucy Ricardo (interprétée par Lucille Ball), héroïne de la série des années 1950 I love Lucy et de lui donner comme deuxième prénom Nicole en hommage à Nicole "Nikki" Newman, la mère de Victoria. Quelques jours après, ils présentent Lucy à leurs familles respectives. Danny, sorti de l'hôpital, est aussi présent. Il peine à se souvenir de ce qui s'est passé après qu'il a retrouvé Daisy dans la voiture de Jana mais en tenant Lucy dans ses bras, il se souvient d'avoir lui-même accoucher Daisy puis d'avoir tenu le bébé dans ses bras. Et plus il regarde le visage de Lucy, plus il reconnaît son bébé. Il est alors persuadé que Lucy est sa fille mais pour en avoir le cœur net, il décide de faire un test de paternité avec sa tétine qu'il a volé sans qu'on le voit et le test s'avère positif.

### Daisy, à la recherche de sa fille
- En mars 2011, Ryder, envoyé par Daisy, suit Jana, devenue nounou de Lucy, chez William et Victoria. Après lui avoir fait peur, il lui demande son aide afin de retrouver sa nièce. Jana refuse mais Ryder la fait changer d'avis en la menaçant de dire à la police qu'elle a aidé Daisy à s'enfuir. Elle lui rappelle alors que sur les dernières photos de Daisy passant la frontière canadienne, elle a un gros ventre. Il lui dit que c'était une ruse de sa part afin qu'on ne cherche le bébé mais qu'elle a bien accouché ici et qu'elle a abandonné le bébé à l'église Saint-Joseph. Avant de s'en aller, il lui fait comprendre qu'il ne compte pas la laisser tranquille si elle ne l'aide pas. Les jours qui suivent, Jana repense à ce que lui a dit Ryder et par curiosité, elle cherche l'adresse de cette église et s'y rend. Elle interroge le prêtre mais celui-ci est au courant de rien. Cependant, une femme les écoute parler et suit Jana quand elle quitte l'église. Cette femme est Agnès. Elle lui donne rendez-vous dans un dinner et lui apprend qu'elle et son mari ont vendu le bébé à une trafiquante d'enfants, Primrose. Jana décide alors de contacter Primrose et de se faire passer pour une femme enceinte qui veut donner son bébé devant elle. Mais elle devient très vite suspicieuse à l'égard de Jana et au deuxième rendez-vous, elle découvre le pot-aux-roses après l'avoir vu en train de fouiller dans ses dossiers. Pendant ce temps, le détective privé canadien que Phyllis a engagé afin de retrouver Daisy contacte Michael et lui annonce qu'il l'a retrouvé dans un petit hôtel. Impatient d'aller au Canada afin qu'elle soit arrêtée, Michael s'y rend sur-le-champ et demande à Danny de l'accompagner. Sur place, ils réussissent à piéger Daisy dans sa propre chambre en s'introduisant dans sa chambre pendant son absence et en lui faisant un gue tapant. Michael est aux anges, il a vraiment hâte d'annoncer à Lauren que Daisy est enfin derrière les barreaux. Il lui demande où est le bébé. Daisy lui dit qu'elle acceptera de parler s'ils la laissent s'échapper après. Mais Michael refuse catégoriquement et les laisse seuls un moment pour aller chercher un juge. Une fois Michael parti, Daisy se dispute avec Danny car elle n'en revient pas qu'il sache où est le bébé mais qu'il ne l'ait dit à personne, elle-même ne sachant pas où est sa fille. Mais elle lui demande de la laisser s'échapper car elle ne veut pas retourner à Genoa. Danny accepte uniquement pour que personne ne découvre l'identité de leur fille.
- Mais peu de temps après, Jana découvre qui est vraiment Lucy grâce au numéro de compte de William qu'elle a réussi à prendre en photo dans les dossiers de Primrose et qu'elle a comparé au numéro de compte sur l'une de ses factures. Elle en avertit Kevin après avoir enlevé Lucy et Cordélia (la fille aînée de William, avec Chloé) car, obsédée par Kevin depuis leur divorce, elle pense qu'ils vont élever Lucy ensemble. Kevin fait semblant d'entrer dans son jeu afin qu'elle libère les enfants mais Jana s'en aperçoit et le prend en otage lui pendant plusieurs jours. Finalement, elle meurt d'une rupture d'anévrisme après qu'elle a demandé à Chloé de venir les rejoindre si elle ne voulait pas que Kevin meure, et s'être battue avec elle quand Chloé voulait lui prendre son arme des mains. Mais avec toute la folie de Jana, qui a levé le voile sur Lucy, la nouvelle sur les origines du "bébé" de William et de Victoria et sur la façon dont ils l'ont adopté se répand dans le tout Genoa. Phyllis apprend donc que Lucy est sa petite-fille et lutte contre William et Victoria pour obtenir sa garde. Danny décide alors de renoncer à des droits parentaux et de signer un papier qui autorise les Abbott à être les parents de sa fille en quelque sorte afin de contrecarrer les plans de sa mère. Finalement, ils arrivent à s'arranger pour ne pas porter l'affaire au tribunal. Mais en même temps, Chloé demande la garde exclusive de Cordélia et émet dans les raisons qui la poussent à faire cette démarche le fait que William ait acheté Lucy, ce qui pousse les services de protection à l'enfance à intervenir et leur prendre Lucy. Danny essaie de faire en sorte que la véritable identité de Lucy ne soit pas connue du grand public pour que Daisy ne sache pas qui est sa fille car il sait qu'elle pourrait revenir à Genoa si elle la savait.
- Après que les services sociaux leur ont retiré Lucy, la juge a accordé la garde temporaire à Danny et interdit à William de publier quoi que ce soit sur cette histoire. Phyllis est plus qu'heureuse : elle pense que de cette manière, Danny va finir à s'attacher à sa fille. Mais elle n'en revient pas quand il lui dit qu'il va s'installer dans l'appartement du garage de William et Victoria pour que Lucy soit plus proche de ses "parents". Après qu'il est parti, elle décide de publier un article sur Danny et Lucy sur le site de Style & Effervescence afin d'attirer Daisy à Genoa et empêcher William et Victoria d'adopter Lucy. Rapidement, Daisy voit l'article et décide de retourner à Genoa. Rafe prévient William qu'il n'aurait jamais dû faire ça, pensant qu'il est l'auteur de l'article. mais William lui affirme que non. Danny, Victoria, Rafe et lui comprennent que c'est Phyllis qui l'a écrit. Furieux, William se rend chez Phyllis et lui annonce qu'elle est virée en essayant de contenir sa colère. Après avoir lu l'article de Phyllis, Rafe pense qu'il est mieux que Danny rentre chez lui avec Lucy car la juge pourrait penser que William et Victoria la trompent et s'occupent de Lucy. Kevin parvient à supprimer l'article.
- Mais quelques jours plus tard, le 6 juin 2011 (épisode diffusé en France le 13 novembre 2014 sur TF1), Rafe les informe que la juge va retirer les droits parentaux de Daisy étant donné qu'elle ne s'est pas présenté à Genoa depuis que l'identité de Lucy a été rendue publique. De plus, il leur annonce qu'elle a décidé de restaurer les droits parentaux de Danny. Au même moment, Daisy s'introduit dans la maison de Phyllis et l'attend. Celle-ci, est choquée mais assez contente quand elle la voit. Elles passent un marché puis vont au tribunal. À la fin de la sentence, Danny dit à la juge qu'il souhaite donner ses droits parentaux à William et Victoria, ce qu'elle refuse car elle n'a pas d'éléments suffisants qui pourraient aller dans ce sens-là. Cependant, Kevin arrive au tribunal pour témoigner en faveur d'eux. Danny en est ravi et finalement, la juge accorde la garde de Lucy à William et Victoria. Mais quelques minutes plus tard, Phyllis arrive avec Leslie et... Daisy !! Tout le monde est choqué. Danny se dispute avec sa mère, William interdit Daisy d'approcher Lucy. Daisy, qui a passé un marché avec Phyllis, leur annonce qu'elle est venue se rendre aux autorités et donner ses droits parentaux à Phyllis pour espérer voir Lucy. Lauren et Michael, qui sont également présents, n'en reviennent pas et en veulent à Phyllis terriblement. William et Victoria s'en vont avec "leur" fille et comptent bien empêcher Phyllis et Daisy de leur prendre Lucy.
- Le 17 juin 2011 (épisode diffusé en France le 21 novembre 2014 sur TF1), une dernière audience a lieu quant au devenir de Lucy. Leslie déstabilise William, Victoria et Danny en parlant de leur passé, ce qui permet à Daisy d'avoir la garde de Lucy. Mais étant donné qu'elle est en prison, Phyllis obtient la garde temporaire. Victoria est effondrée, William aussi mais ne le montre pas. Il souhaite faire appel à la décision de la juge mais Rafe lui dit qu'il ne peut plus rien faire car pèsent dans la balance que Daisy est la mère biologique de Lucy et lui a acheté Lucy. Phyllis rentre chez elle avec sa petite-fille.

### L'arrivée d'Avery Clark
- Daisy refait parler d'elle en septembre 2011 quand elle apprend que Leslie n'est plus son avocate. Elle appelle Phyllis depuis la prison pour avoir une explication mais celle-ci se contente de lui dire qu'elle avait d'autres affaires plus urgentes. Daisy comprend alors que Phyllis s'est servi d'elle pour obtenir la garde de Lucy. Le jour même, elle rencontre Sharon Newman en prison. Elles sont très étonnées de se voir, l'un comme l'autre. Daisy lui demande alors si elle ne peut pas demander à son avocate de prendre son affaire. Mais Sharon refuse. Cependant peu après, une prisonnière attaque Sharon. Daisy vient à son secours et se prend un coup. L'avocate de Sharon, Avery Bailey Clark, se rend immédiatement à la prison après avoir appris ce qu'il s'était passé. Elle voit Sharon et Daisy ensemble. Elle fait connaissance avec Daisy, qui rapidement lui demande l'aide afin que Phyllis lui amène sa fille. Avery accepte de la représenter et Daisy dépose une injonction contre Phyllis, l'obligeant à lui ramener Lucy. Plus tard, Avery lui avoue que Phyllis est sa grande sœur et qu'elles n'ont pas de bonnes relations. Elle est ravie, se disant qu'Avery va redoubler d'efforts pour obtenir sa libération et faire enrager Phyllis, et appelle Danny pour lui dire que Lucy va retrouver sa mère grâce à sa tante, lui révélant ainsi qu'Avery est la sœur de sa mère.
- Après avoir soumise Daisy à une évaluation psychologique qui s'est avérée positive, Avery réussit à organiser une audition pour la faire libérer Daisy. Cependant, le passé de Daisy ne joue pas en sa faveur et risque de la desservir. C'est alors qu'elle se souvient que Ryder filmait certaines fois leur tante les menacer pendant qu'ils gardaient Lauren & Jana en otage. Elles parviennent à en retrouver une sur Internet et la montre au juge le jour de l'audition. Mais Michael met Daisy dans une position délicate en lui demandant pourquoi elle n'a pas tout fait pour sauver Lauren & Jana ou même simplement contacter la police. De plus, Kevin témoigne et la rend responsable de la descente aux enfers de Jana jusqu'à sa mort. Cependant, le juge plaide en faveur de Daisy, ce qui lui permet d'être libérée. Michael tente de prévenir Phyllis mais il ne parvient pas à la joindre. Alors il contacte Danny qui en allant chez sa mère tombe sur Daisy, avec Lucy dans les bras, qui lui dit qu'elle a obtenu un droit de visite illimité pour leur fille. Elle lui jure qu'elle souhaite devenir une bonne personne et une bonne mère à qui Lucy rendra tout l'amour qu'elle lui donne. Peu après, Avery réalise l'erreur qu'elle a faite en aidant Daisy. Elle décide alors de ne plus la représenter mais Daisy réussit à récupérer ses droits parentaux sur Lucy (et donc la garde exclusive) auprès d'un juge et, accompagnée d'un officier, se fait alors un plaisir d'arracher Lucy des bras de Phyllis. Bénéficiant de l'héritage de sa tante Sarah, elle n'est pas contrainte de travailler et profite de sa fille. Elle s'installe ensuite dans l'ancien appartement d'Heather Stevens dans l'immeuble de Lauren. Lauren ne tarde pas à découvrir que Daisy vit dans le même immeuble qu'elle, achète une arme, décidée à ne plus être sa victime, et envoie Fen à Toronto chez son fils Scotty pour le protéger.

### La bataille parentale pour Lucy
- Une fois libérée et installée, Daisy autorise Danny à prendre Lucy et lui propose plusieurs fois de l'élever Lucy avec elle comme une vraie famille mais il refuse catégoriquement, d'autant plus que Phyllis le supporte indéfectiblement dans sa décision, ce qui l'agace. Alors, elle décide d'éloigner Phyllis en la piégeant. Un jour elle confie Lucy à Danny au Néon Ecarlate et s'absente un moment. Pendant son absence, Phyllis arrive et prend Lucy dans ses bras. Daisy appelle alors son avocate, qui arrive sur-le-champ et ordonne à Phyllis de donner Lucy à sa mère. Daisy joue la comédie et fait comprendre à l'avocate que Phyllis est obsédée par Lucy alors celle-ci lui suggère de déposer une ordonnance restrictive contre elle, ce qu'elle fait.
- Se rendant compte qu'il est le seul à pouvoir faire en sorte que Lucy ne grandisse pas avec Daisy, Danny décide de se battre pour récupérer ses droits parentaux et l'annonce à Daisy. En même temps, Phyllis demande à Ricky Williams (voisin de Daisy) de se rapprocher d'elle afin d'obtenir le plus d'informations compromettantes sur elle. Le juge finit ensuite par rétablir les droits parentaux de Danny, surtout grâce à Daisy qui a soutenu sa demande en espérant qu'ils finiraient ensemble et qu'ils formeraient une famille. Mais après l'audition, Danny lui annonce franchement qu'elle se fait des illusions car son but est d'éloigner Lucy de son influence néfaste et d'en avoir la garde exclusive. Daisy se sent alors trahie et confie à Ricky qu'elle voulait seulement être une mère digne de son nom pour Lucy et lui offrir la famille qu'elle n'a pas eu. Celui-ci lui avoue alors que Phyllis l'a chargé de la surveiller mais qu'il est en réalité de son côté car il cherche à se venger de Phyllis, qui s'est approprié l'un de ses articles. Daisy est désespérée, sachant pertinemment qu'une fois que Danny gagnera, elle le perdra ainsi que Lucy. Alors la veille de l'audition quant à sa garde, Ricky kidnappe Lucy pendant quelques minutes alors qu'elle est sous la surveillance de son père. Après que Danny ait appelé la police, Ricky lui ramène Lucy, prétextant l'avoir trouvé sur le parking. Il se rend ensuite chez Daisy en lui affirmant qu'elle conservera la garde exclusive de Lucy, sans lui dire ce qu'il a fait exactement. Le lendemain, le 23 avril, le juge, et Daisy par la même occasion, apprennent ce qui s'est passé la veille. Grâce à ça, le juge refuse la requête de Danny et lui impose d'attendre 6 mois avant de déposer d'autres requêtes. Danny quitte alors la ville pendant plusieurs semaines. Phyllis vire Ricky, se doutant qu'il est derrière la disparition de Lucy la veille de l'audition. Ricky décide alors de la faire tomber définitivement, commençant à fouiner dans son passé à la recherche d'éventuels secrets. Alors quand Daisy le remercie et lui dit qu'ils sont désormais quittes, il lui affirme que non et elle se rend compte qu'il n'est pas très net. Plus tard, elle se rend chez Fenmore's pour acheter des vêtements pour Lucy grâce à un chèque-cadeau qu'elle a reçu et pour tourmenter Lauren par la même occasion. Celle-ci, très angoissée, pointe son arme sur elle. Daisy s'enfuit et la dénonce, ce qui lui vaut d'être arrêtée.

### Le mariage avec Danny
- Le 9 mai, Danny revient à Genoa et demande Daisy en mariage. Elle ne croit pas qu'il le veuille vraiment mais pour lui montrer que si, il lui fait l'amour. Quand Phyllis & Kevin l'apprennent, ils n'en reviennent pas. Ils essaient de l'en dissuader mais rien à faire, Daisy et lui se marient en secret le soir même avec Kevin, qui a néanmoins accepté d'être leur témoin. Lors de leur nuit de noces, Danny fait boire Daisy et s'en va après qu'elle s'est évanouie. Phyllis débarque ensuite chez eux, réveille Daisy et Lucy pour retrouver Danny. Elles le trouvent au Jimmy's ivre en train d'embrasser langoureusement Eden. Daisy annonce à Eden qu'ils sont mariés et avec Phyllis, elle force Danny à rentrer. Arrivés chez Daisy, Phyllis la met en garde en lui disant que ce qui s'est passé le soir-même n'est rien comparé à ce qui l'attend dans un mariage où elle a entraîné Danny contre son gré. Elle lui fait comprendre qu'elle reproduit les mêmes erreurs qu'elle a faites avec le père de Danny et qu'il ne l'aimera jamais. Cependant, Daisy se contente de lui dire qu'elles sont très différentes. Quant à Danny, il avoue à sa mère qu'il a fait ça uniquement pour préserver Lucy.
- Quelques jours plus tard, Danny propose à Daisy de vivre avec Lucy et lui chez lui afin de pouvoir peindre dans son atelier et passer du temps avec Lucy en même temps. Ce qu'il ne lui dit pas, c'est qu'il fait ça aussi pour que Lauren & Michael, qui ont déménagé après l'arrestation de Lauren pour s'éloigner de Daisy, puissent récupérer leur appartement. Quand Ricky l'apprend, il ordonne à Daisy de lui donner son appartement tout en continuant de payer le bail sinon il dit qu'elle a organisé l'enlèvement de Lucy pour conserver sa garde, ce qui est faux mais paraîtrait totalement logique pour le tribunal. Il lui ordonne ensuite de se rapprocher de Phyllis de manière à pouvoir lui voler sa clé de chez elle et en faire un double pour lui toujours avec la même menace au-dessus de sa tête. Malgré elle, Daisy devient donc la complice de Ricky.
- Peu après, Danny va voir son père, après l'un de ses concerts, avec Lucy pour lui demander comment il a fait pour vivre avec sa mère alors qu'il ne l'aimait pas. Danny Sr lui conseille de rester focaliser sur Lucy et de se dire qu'il fait ça uniquement pour son bien. Mais les jours qui suivent, il vient voir Danny, inquiet pour lui. Il rencontre Daisy, qui lui rappelle exactement Phyllis au même âge des années plus tôt. Il demande alors à Danny de faire très attention à elle et de divorcer d'elle dès qu'il le peut avant de repartir en tournée. Le 24 mai marque l'anniversaire de la mort de Cassie. Danny ne peut s'empêcher de sentir coupable de ce qui s'est passé et refuse de se confier à Daisy, qui le sollicite afin qu'il lui parle.
- En fouillant dans l'appartement de Phyllis, Ricky trouve la carte de Tim Reid, son ancien psychiatre. Il le retrouve et se rend chez lui en prétextant qu'il écrit une biographie non autorisée sur elle sauf que Tim refuse de lui parler d'elle après tout le mal qu'elle lui a fait. Ayant appris que c'est un ancien alcoolique, Ricky revient chez lui et réussit à le faire parler en lui faisant boire. Pendant qu'il s'absente quelques minutes, il fouille dans les dossiers de ses anciens patients et vole celui de Phyllis. Ricky en parle à Daisy mais Phyllis les surprend et finit par soupçonner qu'ils marchent ensemble. Peu après, Nick & Phyllis décident de se remarier. Elle invite Danny et Lucy mais refuse catégoriquement que Daisy vienne au mariage. Quand Danny lui annonce la nouvelle, Daisy le menace de quitter la ville avec Lucy jusqu'à tant qu'elle apprenne que Phyllis est enceinte. Elle accepte alors de ne pas venir au mariage. Mais le jour J, alors que Nick et les invités attendent Phyllis au Gloworn, Daisy lui rend visite avant qu'elle parte pour lui dire ce que Ricky prépare contre elle mais elle refuse de l'écouter. Le ton monte entre elles et Phyllis la met dehors. Elle ressent tout de suite après une douleur au ventre et commence à perdre le bébé. Elle hurle, Daisy dans le hall l'entend parfaitement et après hésitation préfère s'en aller. Nick décide d'aller chez eux et la trouve par terre avec sa robe de mariée, répétant en larmes qu'elle a perdu le bébé et qu'elle en est désolée. Nick annule le mariage et appelle les secours. Lorsqu'ils reviennent chez eux, Phyllis est abattue. Malgré tout Nick tient à se marier alors ils organisent une cérémonie improvisée chez eux le lendemain et Katherine les marie devant leurs enfants seulement. Le lendemain, le concierge de l'immeuble de Phyllis lui rapporte un bracelet en pensant que c'est le sien mais Danny le reconnaît et affirme qu'il appartient à Daisy. Ils regardent la caméra de vidéosurveillance pour en être sûr et découvrent que Daisy a entendu Phyllis crier pendant qu'elle perdait son bébé et qu'au lieu de la secourir, elle est partie. Danny montre la vidéo à Michael, devenu depuis peu le nouveau procureur général, pour qu'il puisse l'arrêter pour non-assistance à personne en danger mais il ne peut rien faire étant donné qu'il n'y a aucun son sur la vidéo. Nick est furieux à l'idée qu'elle puisse s'en sortir encore. Mais Lauren prouve que Daisy a bien entendu Phyllis en se plaçant sur le palier de Phyllis et en l'écoutant crier. Daisy nie tout et refuse que Danny l'abandonne.

### La disparition de Daisy
- Ricky découvre ensuite une facture de location de voiture dans le dossier de Phyllis. Ce qui l'intrigue, c'est qu'il n'y a pas de facture qui atteste qu'elle a rendu la voiture. Il parle de sa découverte à Daisy et celle-ci, qui vient d'entendre une conversation entre Michael et Heather à ce sujet, comprend que c'est Phyllis qui a tenté d'écraser Paul & Christine ce fameux Noel 1994. Elle la confronte devant Danny et utilise ce qu'elle sait pour les faire chanter : soit ils la traitent véritablement comme la femme de Danny ou soit elle la dénonce. Cependant, elle se rend vite compte que cela n'arrivera jamais. Alors le 25 juin, jour du gala de bienfaisance de Genoa, elle demande à Ricky de l'aider à quitter la ville rapidement avec Lucy sous peine de dire à qui veut l'entendre qu'il espionne l'appartement d'Heather et il accepte. Eden entend leur conversation et les voit partir ensemble chez Ricky. Arrivés chez lui, il la laisse seule le temps d'aller payer sa chambre à l'accueil. Pendant ce temps, Daisy fouille dans son ordinateur pour savoir qui d'autre il surveille et tombe sur une vidéo sur laquelle il noie son ex-petite amie Rachel Dalton dans son bain après l'avoir drogué. Choquée, elle referme immédiatement son ordinateur et fait mine d'avoir reçu un coup de fil important pour s'en aller quand il revient. Elle appelle Michael en urgence pour lui dire qu'elle a quelque chose d'important à lui dire et lui donne rendez-vous dans l'allée près de l'entrepôt où se tient le gala. Ricky découvre, en ouvrant son ordinateur, ce qu'elle a vu, supprime la vidéo et se met à la recherche de Daisy pour l'empêcher de parler. Alors qu'elle attend Michael, c'est Ricky qui se présente à elle, d'un air menaçant. Quand Michael arrive au lieu de rendez-vous, Daisy n'est pas là. Il retrouve seulement une écharpe que Danny identifie comme celle de Daisy. Le lendemain, lorsque Daisy ne rentre pas et ne donne pas de signe de vie, Kevin s'inquiète étant donné qu'il  s'était rapproché d'elle et qu'elle voulait changer pour sa fille. Parallèlement, Ricky rentre chez lui avec le sac de Daisy et remarque d'un air sarcastique qu'il n'y a rien dans le journal concernant la disparition de Daisy.
- Rapidement, Eden soupçonne Ricky d'être mêlé dans sa disparition étant donné qu'elle l'a vu avec lui à plusieurs reprises et notamment quelques heures avant le gala. Elle confie à Paul qui semble les partager. Il va voir Ricky pour lui poser des questions sur les rapports qu'il entretenait avec Daisy et celui-ci tente de le faire culpabiliser en lui disant qu'ils étaient proches car ils avaient des points communs dont une mère déséquilibrée, un père absent et n'étaient pas les bienvenus en ville. Il commence ensuite à utiliser la carte bleue de Daisy et passe des commandes au téléphone avec en se faisant passer pour Danny pour donner l'impression que Daisy fuit Danny. Et après que du sang de Danny ait été retrouvé sur l'écharpe de Daisy ainsi qu'un mail sur l'ordinateur de Daisy adressé à Kevin dans lequel elle dit qu'elle craint Danny et qu'elle lui confie Lucy au cas où quelque chose lui arriverait, Danny est arrêté pour suspicion de meurtre sur Daisy.

### La mort de Ricky: une réponse à la disparition de Daisy
- Ricky se débarrasse du sac de Daisy et ne garde que son portable et son porte-monnaie qu'il cache sous un coussin du canapé de sa chambre. Eden continue de penser que Ricky se cache derrière la disparition de Daisy. Le 29 juin 2012, elle frappe à la porte de sa chambre et lui propose d'aller boire un verre avec elle au bar afin de repartir sur de nouvelles bases entre eux. Arrivés au bar, Eden s'éclipse en prétextant aller aux toilettes mais en réalité elle remonte dans la chambre de Ricky. Elle la fouille et trouve les affaires de Daisy. Elle les met dans son sac et envoie un message à Kevin dans lequel elle lui dit qu'elle a besoin de le voir rapidement car elle a une bonne nouvelle. Alors qu'elle s'apprête à partir, Ricky s'apprête à rentrer et lui demande ce qu'elle fait là. Elle prétexte avoir fait tomber son bracelet et qu'elle est remontée le chercher. Il la croit mais quand il essaye de l'embrasser, Eden le repousse et en voulant s'en aller son sac lui échappe des mains et les affaires de Daisy tombent par terre. Ricky lui dit alors qu'il va devoir la tuer maintenant qu'elle connaît son secret. Eden tente de s'enfuir mais il la jette contre la baignoire et l'enferme dans sa salle de bain inconsciente. Il jette ensuite le porte-monnaie et le portable de Daisy dans la poubelle des femmes de chambre. Sans nouvelles d'Eden, Kevin s'inquiète. Il demande à Paul de la chercher et lui apprend qu'elle est sûrement allée voir Ricky qu'elle soupçonnait d'être impliqué dans la disparition de Daisy. Paul va chez son fils et le questionne à propos d'Eden. Ricky est alors vexé qu'il le soupçonne d'être mêlé à chaque disparition d'un habitant de la ville et lui demande de s'en aller. Mais Paul refuse et souhaite qu'ils créent une relation père-fils entre eux. Ricky lui reproche de l'avoir abandonné pendant son enfance et lui fait comprendre qu'il a été un père ingrat. Paul s'excuse et veut justement changer les choses entre eux maintenant. Pour qu'il parte, Ricky lui dit qu'il est prêt à l'accepter dans sa vie et lui dit de passer le lendemain. Alors, Paul s'en va en prenant la carte de chambre de Ricky et remarque un sac avec un W comme Williams dessus. Mais en descendant les escaliers, il se rend compte que c'est un E comme Eden qu'il y avait sur le sac et remonte immédiatement dans la chambre. En ouvrant la porte de la salle de bain, il trouve Ricky par terre, tenant un couteau au-dessus d'Eden, qu'il a dans les bras. Catastrophé, il lui demande à plusieurs reprises de déposer le couteau, Ricky refuse alors il brandit une arme sur lui. Ricky le nargue, en disant qu'il n'aura jamais le cran de le tuer. C'est alors qu'il lui avoue avoir tué Rachel parce qu'elle a cru pouvoir le quitter, Craig Hunt parce qu'il voulait lui parler de le mort de Rachel et Daisy, qui ne s'est pas mêlée de ses affaires. Il demande à Paul si, après avoir entendu tout ça, il est fier de lui, de la personne qu'il est devenu à cause de sa négligence. Paul supplie Ricky de déposer le couteau, Ricky le supplie de le tuer puis le défie en brandissant le couteau au-dessus d'Eden. Paul lui tire alors dans le bras, Ricky lâche le couteau, criant de douleur, recule et se défenestre. Paul se rue à la fenêtre et voit en bas le corps sans vie de Ricky. Il est alors horrifié et pleure son fils. Quelques minutes après, Eden se réveille, complètement perdue. Elle s'avance à la fenêtre brisée et voit le cadavre de Ricky. Puis elle voit Paul assis sur le lit, choqué et recroquevillé sur lui-même. Quand elle lui demande ce qu'il s'est passé, il dit d'appeler la police.
- La nouvelle de la mort de Ricky se répand. La police arrive sur le lieu du drame mais Paul, abattu, est incapable de leur parler. Ronan prend le relais et le convainc de le dire ce qu'il s'est passé. Heather arrive à son tour et apprend la triste nouvelle. La police peine à croire sa version étant donné que le couteau de cuisine avec lequel Ricky voulait tuer Eden n'a pas été retrouvé dans sa chambre après inspection et qu'Eden, amnésique à la suite du choc qu'elle a reçu, ne peut pas dire ce qui s'est passé dans la chambre, pourquoi elle y était et ce qu'elle voulait tant dire à Kevin. De plus, l'arme avec laquelle il a tiré sur Ricky est intraçable car son numéro de série a été effacé. Paul avoue alors à Ronan les confessions que Ricky lui a faites avant de mourir. Ronan creuse cette piste et grâce aux caméras de surveillance dans le couloir à l'étage de Ricky, il découvre que Ricky a jeté les affaires de Daisy. Danny est alors officiellement blanchi dans la disparition de Daisy et la police la déclare morte, tuée par Ricky. Danny est alors triste que sa fille grandisse orpheline de mère. Quant à Paul, il est arrêté pour meurtre au 1er degré sur Ricky.

### Acte dernier: coup de théâtre!
- Quelques mois plus tard, en septembre 2012, Sharon, qui dirige Newman Entreprises à la suite de la disparition de Victor, doit se rendre obligatoirement à l'hôpital psychiatrique de Fairview pour une évaluation psychologique de 72 heures sous peine de perdre sa place. C'est alors qu'elle y voit à son grand étonnement Daisy ! Sharon lui demande ce qu'elle fait là alors que tout le monde croit qu'elle est morte à Genoa, tuée par Ricky. Elle lui avoue justement qu'il a essayé de la tuer et qu'elle est venue se cacher ici sous un faux nom, Scarlett. C'est alors que Sharon lui annonce sa mort. Stupéfaite, Daisy réalise qu'elle n'a plus aucune raison de se cacher et qu'elle peut sortir pour retrouver Danny & Lucy. Le médecin les interrompt pour évaluer Sharon, Daisy lui dit qu'elle doit sortir de là car elle a menti sur son identité pour se protéger d'un meurtrier. Elle demande même à Sharon de confirmer ses dires mais celle-ci nie la connaître. Cependant, Daisy arrive plus tard à forcer Sharon à confirmer sa véritable identité devant le médecin. Elle lui demande alors de faire analyser ses empreintes mais le médecin lui annonce qu'il aura les résultats que dans quelques semaines. Désespérée à l'idée de ne jamais pouvoir sortir de cet asile, elle se gave de médicaments, que les médecins lui donnaient et qu'elle ne prenait jamais, en espérant être transférée à l'hôpital classique et tombe dans le coma. Au même moment, ses empreintes sont finalement confirmées plus tôt et la police de Genoa apprend qu'elle est toujours en vie. Danny et Kevin en sont informés. Danny lui rend visite mais elle est inconsciente. Quant à Kevin, il demande qu'elle ne reçoive aucune autre visite. Paul apprend la nouvelle concernant Daisy et pense alors qu'elle est la seule en mesure de prouver que Ricky était un meurtrier. Mais quand Phyllis l'apprend, elle se rend compte qu'elle est celle qui peut l'envoyer en prison pour la tentative de meurtre dont elle est accusée sur Christine.
- Après avoir tenté de la voir en vain une première fois quand elle est sortie du coma, Paul va voir Patty, à Fairview aussi, en espérant qu'elle puisse l'aider à voir Daisy mais quand il lui parle de ce qui est arrivé à Ricky, elle semble partie dans son monde imaginaire. Néanmoins, quand son médecin revient l'examiner, pour permettre à son frère d'aller voir Daisy incognito, elle fait une fausse crise de panique qui oblige de nombreux médecins à la contrôler. Paul se faufile dans la chambre de Daisy, endormie. Elle se réveille et lui dit combien elle est contente de le voir. Elle lui dit qu'elle est venue se réfugier à Fairview après que Ricky ait essayé de la tuer parce qu'elle avait vu, sur son ordinateur, la vidéo sur laquelle il tue Rachel. Elle lui explique comment le soir du gala, il l'a poursuivi, comment elle est tombée et a dévalé une colline, comment elle a dû faire la morte quand il s'est approché de son corps et comment après avoir fait du stop et marché elle s'est retrouvée ici. Quand Paul lui demande si elle est prête à témoigner à son procès pour le blanchir, elle accepte avec grand plaisir à condition qu'il l'aide à sortir.

### Sources
- http://www.soapcentral.com/yr/whoswho/daisy.php
- http://www.soap-passion.com/les-feux-de-l-amour/perso/867-daisy-carter-romalotti.html